# Tropa

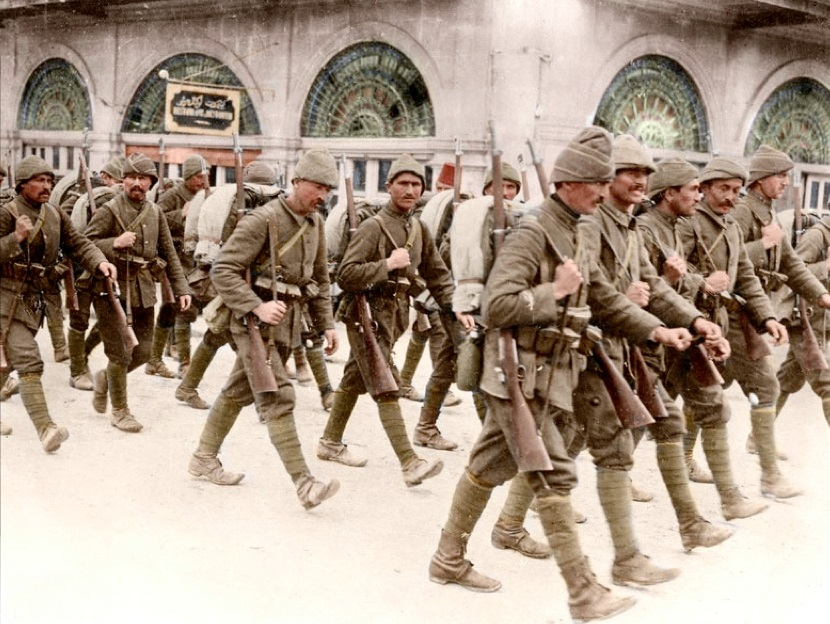
Tropes otomanes a Alep durant la Primera Guerra Mundial

Tropa és un conjunt de militars que no tenen comandament —o en tenen molt poc— i que formen la base dels exèrcits. Utilitzat en plural, les tropes és un sinònim d'exèrcit. A l'Estat espanyol és, la classe de tropa és la categoria inferior de militar i compren cornetes, tambors, soldats, caporals i caporals primers., «militar professional de tropa» i «militar professional de marineria» són els grau més baixos per entrar. Mitjançant formació pot promoure als grau de suboficial o oficial. Fins a la segona república, els sergents i els brigades també formaven part de la tropa.
Cada exèrcit té la seva nomenclatura. A l'exèrcit britànic, per exemple, a la Casa de Cavalleria i el Reial Cos de blindats una tropa (troop) són tres o quatre vehicles blindats de combat al comandament d'un subaltern, o una unitat de dos a quatre armes de foc o de llançament, o un caserna general de la unitat. Als Enginyers Reials, el Reial Cos de Senyals, el Reial Cos de Logística i Servei Aeri Especial: Una unitat equivalent en grandària a un escamot d'altres cossos, dividits en seccions. Als Marines Reials, és l'equivalent a un escamot.
La paraula prové d'un arrel germànic que significa munió, parent amb dorp, dorf (poble) i terp, que via el llatí medieval troppus va passar al francès trop (massa), troupe (colla d'animals o de gent), troupeau (ramat) i que enllà via el castellà tropa finalment va arribar al català.